# Dryopteris squamiseta
Dryopteris squamiseta är en träjonväxtart som först beskrevs av William Jackson Hooker, och fick sitt nu gällande namn av Carl Ernst Otto Kuntze. Dryopteris squamiseta ingår i släktet Dryopteris och familjen Dryopteridaceae. Inga underarter finns listade.